# Papiro Westcar

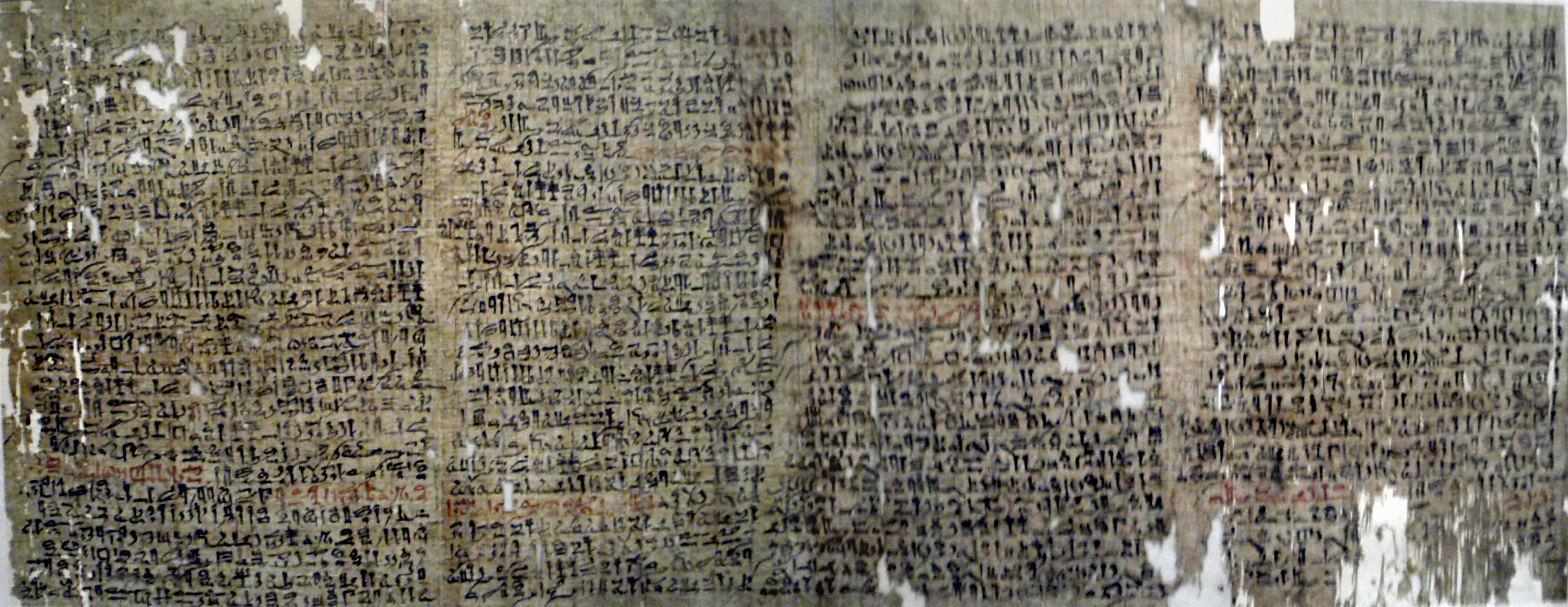
Papiro Westcar em exibição no Ägyptisches Museum, Berlim

Papiro Westcar (designação de inventário: P. Berlin 3033) é um texto egípcio antigo contendo cinco histórias sobre milagres realizados por sacerdotes e magos. Cada uma dessas histórias é contada na corte real do faraó Quéops (IV dinastia) por seus filhos. A história no papiro é normalmente traduzida em inglês como King Cheops and the Magicians ("Rei Quéops e os Mágicos") e The Tale of King Cheops' Court ("O Conto da Corte do Rei Quéops"). Em alemão, no qual o texto do documento foi originalmente traduzido, é referido como Die Märchen des Papyrus Westcar ("Os Contos do Papiro Westcar").
O material sobrevivente do Papiro Westcar consiste em doze colunas escritas em texto hierático. Miriam Lichtheim estabelece que o documento é do Período Hicso (XVIII a XVI século a.C.) e afirma que está escrito em egípcio médio clássico. A linguista e egiptóloga Verena Lepper acredita que pode ser possível que o Papiro Westcar já tenha sido escrito durante a XIII dinastia. O papiro tem sido usado pelos historiadores como um recurso literário para reconstituir a história da IV dinastia.
Hoje o texto encontra-se em exibição sob condições de pouca luz no Museu Egípcio de Berlim.

## História da descoberta
Em 1823 ou 1824, um aventureiro britânico, Henry Westcar, aparentemente descobriu o papiro durante viagens no Egito. Por razões desconhecidas, ele não registrou as circunstâncias exatas em que obteve o artefato.
Entre 1838 e 1839, o egiptólogo alemão Karl Richard Lepsius afirmou ter recebido o papiro da sobrinha de Westcar. Como Lepsius era capaz de ler alguns sinais de hierático, reconheceu alguns dos cartuchos reais com nomes dos reis e datou o texto do Império Antigo.
Há inconsistências sobre a verdadeira natureza da aquisição e o subsequente paradeiro do Papiro Westcar. Lepsius escreveu que o documento estava em exibição na Biblioteca Bodleiana de Oxford, mas exposições públicas são documentadas lá desde o início de 1860 e seu nome não aparece em qualquer lista ou registro. Além disso, ele nunca tornou público o texto do Papiro Westcar; guardou a obra em casa no sótão, onde foi encontrado depois de sua morte. Essas inconsistências levaram a uma ampla especulação; muitos historiadores britânicos especulam que Lepsius pode ter roubado o papiro.
Em 1886, o egiptólogo alemão Adolf Erman comprou o papiro do filho de Lepsius e o deixou para o Museu de Berlim. Como os signos hieráticos ainda eram insuficientemente investigados e traduzidos, o Papiro Westcar era exibido como algum tipo de curiosidade. Desde a primeira tentativa de Erman em uma tradução completa em 1890, o documento foi traduzido várias vezes, concluindo em resultados diferentes. A datação do texto também varia.

## Descrição do material
O Papiro Westcar é um documento reutilizado feito da planta Cyperus papyrus. O pergaminho foi separado em três partes. Durante a vida de Lepsius e Erman foi dividido em duas partes; não se sabe quando e por que o pergaminho foi separado em três fragmentos. O texto escrito no papiro inclui doze colunas ao todo. A primeira parte contém no recto (parte frontal) as colunas um a três, na segunda parte do recto estão as colunas quatro e cinco e a terceira parte contém em seu verso as colunas seis a nove; na dianteira da terceira parte, as colunas dez a doze. A textura do papiro é granulada, de cor cinza-amarelada e muito frágil. A primeira parte foi fixada em linho e colocada entre duas vidraças. No quinto ponto, o papiro foi fixado ao vidro com metilcelulose. A parte dois foi fixada em um papelão e placa de madeira e é coberto por uma vidraça. A parte três foi simplesmente colocada entre duas vidraças e foi completamente colada com eles. O adesivo usado para isso perdeu parcialmente a transparência e uma névoa esbranquiçada apareceu. As bordas de todas as três partes foram deixadas livre para circulação de ar. Devido à laminação do papel durante o século XVIII, todos os fragmentos do papiro estão parcialmente danificados; em vários pontos o material é rasgado, distorcido e esmagado. Algumas das fibras agora estão sobre a inscrição. Todo o artefato mostra grandes lacunas e a borda dos pergaminhos está muito desgastada. Devido às lacunas, muitas partes do texto hoje estão ausentes.
O texto em si é completamente escrito em tinta preta de ferro e de carbono e dividido por rubrica em dez parágrafos. Entre as frases cuidadosamente escritas, traços vermelhos de um texto mais antigo são visíveis. Parece que a obra é um palimpsesto; o autor desconhecido do Antigo Egito obviamente tentou, mas parcialmente não conseguiu apagar o texto mais antigo. A limpeza e escrita caligráfica mostra que o autor era um profissional altamente educado.

## Contos do Papiro Westcar
A primeira história, contada por um filho desconhecido de Quéops (possivelmente Djedefré), está faltando tudo menos a conclusão, em que seu pai ordena ofertas abençoadas ao rei Djoser. Parece ter sido um texto detalhando um milagre realizado por um sacerdote-leitor no reinado do rei Djoser, possivelmente o próprio Imhotep.
A segunda história, contada por Quéfren, é definida durante o reinado de um dos predecessores de Quéops. O chefe-leitor do rei Sanakht, Ubaoner, descobre que sua esposa está tendo um caso amoroso com um cidadão de Mênfis, e ele modela um crocodilo em cera. Ao saber que sua esposa infiel está encontrando seu amante, ele conjura um feitiço para que a estatueta ganhe vida ao entrar em contato com a água, e manda seu caseiro jogá-lo no córrego pelo qual o cidadão entra e deixa a propriedade do leitor desconhecido. Ao pegar o cidadão, o crocodilo o leva até o fundo do lago, onde permanecem por sete dias enquanto o leitor entretém o faraó visitante. Quando ele conta a história a Sanakht, e chama o crocodilo novamente, o rei ordena que o animal o devore de uma vez por todas. Em seguida, chama a esposa adúltera, que é incendiada e jogada no rio.

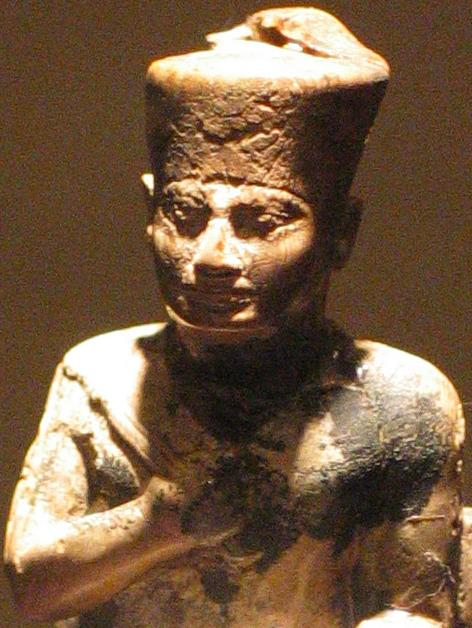
Estatueta de Quéops feita de marfim da IV dinastia. Museu Egípcio do Cairo

A terceira história, contada por outro filho chamado Baufra, é definida durante o reinado de seu avô Seneferu. O rei está entediado e seu chefe-leitor, Djadjaemankh, aconselha-o a reunir vinte jovens e usá-las para velejar em torno do lago do palácio. Seneferu ordena que sejam feitos vinte belos remos, e dá as redes às mulheres para enrolá-las à medida que velejam. No entanto, uma das meninas perde um amuleto — um pingente de peixe feito de malaquita tão amado por ela que nem sequer aceita um substituto do tesouro real, e até que seja devolvido a ela nenhuma das outras meninas vai remar. O rei lamenta isto, e o leitor-chefe separa as águas para recuperar o amuleto, depois deixa as águas como estavam.
A quarta história, contada por Hordjedefe, diz respeito a um milagre que ocorreu no próprio reinado de Quéops. Um cidadão chamado Dedi aparentemente tem o poder de recolocar a cabeça cortada em um animal, domar leões selvagens, e sabe o número de quartos secretos no santuário de Tot. Quéops, intrigado, envia seu filho para convidar este homem sábio à corte, e ao chegar ele ordena um ganso, uma ave aquática indefinida, e um touro decapitado. Dedi volta a ligar as cabeças. O faraó então o questiona sobre seu conhecimento sobre o santuário de Tot, e o homem responde que ele não sabe o número de quartos, mas sabe onde eles estão. Quando o faraó pergunta onde estão e como ele sabe, Dedi responde que aquele que pode lhe dar acesso não é ele, mas o primeiro dos três futuros reis no ventre da mulher Rededjete. Esta é uma profecia detalhando os primórdios da V dinastia, começando com Userquerés.
A história final rompe com o formato e move o foco para Rededjete, que dá à luz seus três filhos. No dia do nascimento de seus filhos, Rá ordena Ísis, Néftis, Mesquenete, Heket e Quenúbis a ajudá-la. Eles se disfarçam como músicos e se apressam à casa de Reddedet para ajudá-la com o difícil nascimento. As três crianças nascem, cada uma descrita como forte e saudável, cobertos de ouro e usando cocares de lápis-lazúli. A empregada doméstica de Rededjete mais tarde tem uma discussão com sua patroa, toma uma surra e foge, jurando dizer ao rei Quéops o que tinha acontecido. Mas no caminho, ela encontra seu irmão e conta a história para ele. Desgostoso, ele também bate nela, e ordena que corra na margem do rio, onde um crocodilo a captura. O irmão vai ver Rededjete, que chora pela perda da menina. O irmão começa a confessar o que aconteceu e, neste ponto, o papiro termina.

## Análises e interpretações
O papiro Westcar é do mais alto interesse para historiadores e egiptólogos, uma vez que é um dos mais antigos documentos egípcios que contém um romance tão complexo. Infelizmente, o nome do autor foi perdido. As mais recentes traduções e investigações linguísticas de Miriam Lichtheim e Verena Lepper revelam elementos interessantes de escrita e ortografia escondidos no texto do documento, o que fez com que chegassem a uma nova avaliação das histórias individuais.
A primeira história está perdida devido o dano ao papiro. As frases preservadas apenas revelam o protagonista principal da história, o rei Djoser. O nome do herói, que é dito ter realizado o milagre, está completamente perdido, mas Liechtheim e Lepper acham possível que o papiro estivesse falando sobre o famoso arquiteto e alto sacerdote-leitor Imhotep.

### Estilística linguística e mudança de tempos
A segunda e terceira história são escritas em um estilo conspícuo, florido, antiquado, e o autor obviamente tentou fazer as novelas ressoarem como se transmitidas de um tempo muito anterior, mas ao mesmo tempo fantástico. Ele usa frases curiosas e faz com que os heróis atuem agitados e cerimoniosos. Todas as três histórias iniciais são escritas em tempo passado e todos os reis são dirigidos com a saudação "justificado" (egípcio: maa´-cheru), que era típica no Antigo Egito quando se fala de um rei falecido. Os heróis são abordados na segunda e terceira história igualmente. Curiosamente, todos os reis são abordados com o seu nome de nascimento, mesmo isso sendo incomum na época em que o autor era vivo. Os reis falecidos eram normalmente chamados pelo seu nome pessoal; os vivos eram chamados pelo seu nome de Hórus. No entanto, o rei Quéops é chamado por seu nome de nascimento na quarta história, onde é tratado como se ainda estivesse vivo e sendo ele mesmo o ator principal. Até mesmo os futuros reis Userquerés, Sefrés e Neferircaré são chamados por seu nome de nascimento. Verena Lepper acredita que a razão pode ser algum tipo de reforma ortográfica que ocorreu na vida do autor: ele tentou consertar a regra ortográfica para nomear um rei falecido a todo custo para mostrar que até os futuros reis há muito morreram durante sua própria vida. Por esta razão, Verena Lepper duvida que o romance de Westcar se baseie em documentos originários do próprio Império Antigo.
As histórias quatro e cinco são escritas em tempo presente. O autor desconhecido move a cronologia e também muda seu modo de expressão de "antiquado" para um termo contemporâneo. Ele distingue claramente o "muito tempo passou" de "mais recentemente" sem cortar a cronologia rapidamente. O discurso do príncipe Hordjedefe constrói a transição decisiva: Hordjedefe está cansado de ouvir contos velhos e empoeirados que não podem ser provados de forma alguma. Ele explica que uma maravilha acontecendo agora seria mais rica em conteúdo e mais instrutiva, e assim traz à tona a história de Dedi. O último seguimento da quarta história, na qual o mago Dedi dá uma profecia ao rei Quéops, move-se para o futuro por um curto período de tempo, antes de voltar ao presente novamente. Este presente é mantido até o final da história de Westcar.

### Representações dos reis
A obra contém alusões ocultas e trocadilhos para os personagens dos reis Nequeroqués, Seneferu e Quéops. Uma avaliação da descrição de caráter de Djoser é impossível devido à grande deterioração de sua história.
Na segunda história o rei Nequeroqués desempenha o papel-chave. É descrito como um juiz rigoroso, mas lícito, que não permite que ocorra mal e mal comportamento. A mulher adúltera do herói da história é punida ao ser queimada viva e seu amante secreto, revelado graças ao leal caseiro, é comido vivo por um crocodilo conjurado. O caseiro e crocodilo desempenham o papel da justiça, enquanto o rei Nequeroqués desempenha o de destino. Lepper e Liechtheim analisam a representação do rei Nequeroqués como muito positiva. Um faraó severo, mas lícito, era ideal para as pessoas da época do autor.

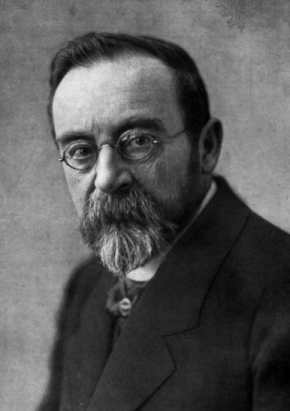
Adolf Erman, egiptólogo alemão que estudou o Papiro Westcar

Na terceira história o rei Seneferu se torna uma vítima da coragem do autor em criticar a monarquia. Ele o descreve como um tolo estúpido, que fica facilmente satisfeito com o entretenimento superficial e que é incapaz de resolver um revés com uma pequena empregada de remo. Seneferu chega ao ponto de mandar um sacerdote resolver o problema. Com esta narração e embaraçosa representação de um faraó, o autor de Westcar ousa criticar os faraós do Egito e torna a terceira história uma espécie de sátira. Lepper aponta que os críticos estão escondidos inteligentemente por toda parte. Não é de admirar, pois o autor teve que ter cuidado — possivelmente a obra foi disponibilizada para entretenimento público, ou pelo menos, para o estudo público.
Na quarta história o rei Quéops é difícil de avaliar. De um lado ele é descrito como implacável: decidindo ter um prisioneiro condenado a ser decapitado para testar os supostos poderes mágicos de Dedi. No outro lado é descrito como inquisitivo, razoável e generoso: ele aceita o ultraje e oferta alternativa de Dedi ao prisioneiro, questiona as circunstâncias e o conteúdo de sua profecia; recompensa generosamente o mago. A descrição contraditória de Quéops é um objeto de controvérsia entre egiptólogos e historiadores até os dias atuais. Egiptólogos e historiadores anteriores, como Adolf Erman, Kurt Heinrich Sethe e Wolfgang Helck avaliaram o temperamento de Quéops como cruel e sacrílego. Eles se apoiam nas antigas tradições gregas de Heródoto e Diodoro, que descreveram uma imagem negativa exagerada do rei, ignorando as tradições paradoxais (porque são positivas) que os próprios egípcios sempre ensinaram. Mas outros egiptólogos como Dietrich Wildung vêem a ordem do faraó como um ato de misericórdia: o prisioneiro teria recebido sua vida de volta se Dedi tivesse realizado seu truque mágico. Wildung acredita que a recusa de Dedi era uma alusão ao respeito que os egípcios mostravam à vida humana. Os antigos egípcios acreditavam que a vida não deveria ser mal utilizada para magia negra ou coisas ruins semelhantes. Lepper e Liechtheim suspeitam que uma descrição difícil de Quéops era exatamente o que o autor tinha planejado. Ele queria criar um personagem misterioso.
A quinta e última história conta sobre a heroína Rededjete (seu nome também é lido frequentemente como Ruddedet) e o difícil nascimento de seus três filhos. O deus do sol Rá ordena seus companheiros Ísis, Néftis, Mesquenete, Heket e Khnum a ajudá-la, para garantir o nascimento dos trigêmeos e o início de uma nova dinastia. Lepper e Liechtheim avaliam a história como uma espécie de moral narrada que trata do tema da justiça e do que acontece aos traidores. Lepper observa que a história de Rededjete pode ter sido inspirada pela figura histórica da rainha Quentecaus I, que viveu e talvez governou no final da IV dinastia. Ela é comprovadamente intitulada como a "mãe de dois reis" e por um longo tempo acreditou-se que tinha gerado Userquerés e Sefrés. Mas novas evidências mostram que pelo menos Sefrés teve uma mãe diferente (a rainha Neferetepés), a implicação do Papiro Westcar de que os três primeiros reis da V dinastia tinham sido irmãos, é, portanto, incorreta. Visto que no documento Rededjete estava preocupada com o seu papel de mãe de um futuro rei, os paralelos entre as biografias das duas senhoras despertaram atenção especial. O papel da serva é avaliado como uma figura-chave para uma formulação moderna de doutrinações sobre moralidade e traição. A empregada quer falar mal de sua patroa e é punida pelo destino. O destino é retratado aqui como um crocodilo que arrebata a traidora. O objetivo seria assegurar o início de uma nova dinastia e fazendo desaparecer o perigo. O autor do Papiro Westcar artisticamente cria algum tipo de final feliz.

### O fim de Papiro Westcar
Desde as primeiras traduções do Papiro Westcar os historiadores e egiptólogos discutem se a história foi terminada ou encontra-se inacabada. As primeiras avaliações pareciam mostrar um fim abrupto após a morte da empregada doméstica traidora. No entanto, investigações linguísticas mais recentes feitas por Verena Lepper e Miriam Liechtheim (especialmente pela primeira) reforçam a teoria de que o romance definitivamente acabou após a história da morte da criada. Lepper aponta que a sequência de crocodilos é repetida várias vezes, como um tipo de refrão, um elemento típico de escrita em histórias e documentos semelhantes. Além disso, argumenta que o papiro deixa muito espaço livre após o final, o suficiente para um novo conto.

### Influência em contos egípcios posteriores
Verena Lepper e Miriam Lichtheim postulam que os contos do Papiro Westcar inspiraram autores posteriores a compor e escrever romances semelhantes. Referem-se a múltiplos escritos egípcios e um tanto mais recentes nos quais magos executam truques de magia muito semelhantes e fazem profecias a um rei. Exemplos descritivos são os papiros pAthen e a  Profecia de Neferti. Esses romances mostram o tema popular da profecia usada durante o Império Antigo – assim como nas histórias de Westcar. Eles também falam sobre subalternos com poderes mágicos semelhantes aos de Dedi. O papiro pBerlin 3023 contém o romance O Camponês Eloquente, no qual aparece a seguinte frase: "Veja, esses são os artistas que criam o novo existente, que até substituem uma cabeça cortada", o que poderia ser interpretado como uma alusão a Westcar. pBerlin 3023 contém outra referência que reforça a ideia de que muitos romances egípcios antigos foram influenciados pela obra: a coluna 232 contém a frase "dormindo até o amanhecer", que aparece quase palavra por palavra no Papiro Westcar.
Um exemplo descritivo adicional aparece na Profecia de Neferti. Como em Westcar, um subalterno é dirigido por um rei com "meu irmão" e o próprio rei é retratado como sendo apresentável e simplório. Além disso, ambos os romances falam sobre o mesmo rei: o faraó Seneferu. O papiro pAthen contém a frase: "...pois estes são os sábios que podem mover as águas e fazer um rio fluir em sua mera vontade e querem...", que claramente se refere à maravilha que os mágicos Djadjaemankh e Dedi tinham realizado na terceira história.
Desde pAthen, pBerlin 3023 e a Profecia de Neferti usam as mesmas frases curiosas e modo de falar, cheios de numerosas alusões às maravilhas do Papiro Westcar, Lepper e Lichtheim afirmam que Dedi, Ubaoner e Djadjaemankh devem ter sido conhecidos por autores egípcios por um longo tempo.